# Iglesia de Nostra Signora del Sacro Cuore
La iglesia de Nuestra Señora del Sagrado Corazón, originalmente iglesia de Santiago de los Españoles, es una iglesia de Roma, situada en la céntrica Plaza Navona. La iglesia muestra un interior visiblemente reciente, pero tiene una historia muy antigua.

## Historia
El primer edificio fue construido en siglo XIII por voluntad del infante Enrique de Castilla "el Senador", hijo de Fernando III el Santo, rey de Castilla y León, en el lugar donde había estado emplazado el antiguo Estadio de Domiciano, (lugar sagrado para la tradición cristiana en memoria de los mártires que allí fueron asesinados), bajo la advocación de Santiago, patrón de la Reconquista en Castilla, tomando el nombre de San Giacomo degli Spagnoli.
En 1440, el canónigo de la catedral de Sevilla, don Alfonso de Paradinas, hizo reconstruir completamente el edificio, sufragando la reforma él mismo, y encomendó la tarea a Bernardo Rossellino, que realizó una bella fachada. Al morir, legó su patrimonio a la iglesia.
El pontífice Alejandro VI ordenó nuevas obras, haciendo ampliar la plaza frente a la puerta que daba a la Via della Sapienza (al lado del ábside) y trasladó a los edificios adyacentes los hospicios que para los peregrinos españoles había fundado el infante Enrique; uno estaba originariamente en el Capitolio y el otro cerca de allí, en la Via di Santa Chiara.
La iglesia de Santiago se convirtió, en 1506, en la iglesia nacional del Reino de Castilla en Roma, y en 1518 fue modificada de nuevo por Antonio da Sangallo el Joven, que luego se convertiría en "el arquitecto de todas las construcciones pontificias".
La iglesia y sus dependencias fueron durante mucho tiempo mantenidas ricamente por legados de los españoles en Roma, y sus ventanas sobre la Piazza Navona constituían una especie de proscenio para los espectáculos que se celebraban en la plaza.
Numerosas obras de destacados artistas ornaban la iglesia; era destacable el ciclo de pinturas de Annibale Carracci sobre la vida de san Diego de Alcalá.
En el año 1818, la iglesia fue abandonada por los españoles en favor de la iglesia de Santa Maria di Monserrato, a la que también se transfirieron algunos de los altares y monumentos funerarios que había originalmente en la iglesia de Santiago. Fue desacralizada, utilizada como almacén municipal, y vendida más tarde, en 1878, a los Misioneros del Sagrado Corazón.

## Nuestra Signora del Sacro Cuore
Mariano Armellini (1870): "Parece imposible que la noble nación española haya vendido un monumento tan insigne, un verdadero tesoro de la historia y del arte. Ahora la tiene la congregación francesa de" Nuestra Señora del Sagrado Corazón".
Durante estos años (finales del siglo XIX), tras ser abandonada por los españoles, porque presuntamente amenazaba ruina, León XIII ordenó una reestructuración radical de la iglesia al arquitecto Luca Carimini, que entre otras cosas, cambió (con un presupuesto muy austero) la fachada principal a la Piazza Navona, manteniendo el resto del edificio original, con el ábside y el crucero. La iglesia fue consagrada de nuevo, y confiada a la Congregación de los Misioneros del Sagrado Corazón de Jesús con el nombre de Nuestra Signora del Sacro Cuore.
En 1931, la apertura del Corso del Rinascimento hizo perder el ábside y el crucero del edificio original del siglo XVI, pero en compensación, en 1965 Pablo VI la hizo diaconado cardenalicio.
Aunque en 1878 las autoridades españolas adujeron que amenazaba ruina, hoy en día todavía se puede admirar casi toda la estructura de la iglesia original del siglo XVI, con la segunda capilla a la izquierda del altar dedicada a Santiago, obra de Sangallo, el corazón de mármol policromado situado en la tercera capilla de la derecha, obra de Torrigiano, pinturas al fresco obras de Pellegrino Aretusi y de Cesare Nebbia, y el fondo de mármol detrás del altar, obra de Pietro y Domenico Rosselli.